# Abubakar Tafawa Balewa

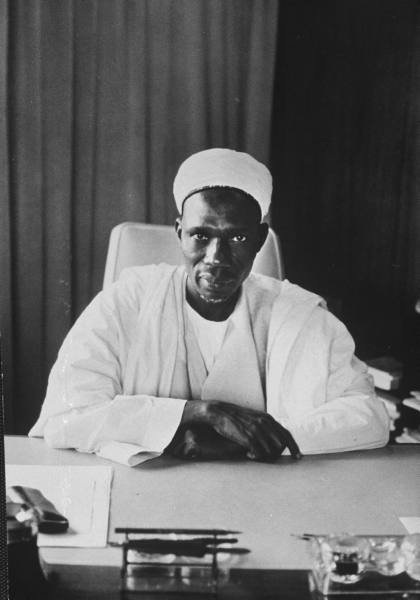
Abubakar Tafawa Balewa

Hāddsch Sir Abubakar Tafawa Balewa KBE PC (* 1. Oktober 1912 in Bauchi; † 15. Januar 1966) war ein nigerianischer Politiker und Schriftsteller. Von 1957 bis 1966 war er der erste und einzige Ministerpräsident von Nigeria.

## Leben
Nach einer Ausbildung zum Sekundarschullehrer begann Balewa seine politische Karriere als Mitbegründer des Northern People’s Congress, der Partei der „Northern Region“ der damaligen britischen Kolonie Nigeria. Bereits 1946 wurde Balewa Abgeordneter im Regionalparlament der Nordregion, bei den ersten Wahlen 1951 wurde er sowohl Mitglied des Regional- wie auch des Gesamtparlaments. 1952 wurde er Arbeitsminister, 1954 Verkehrsminister sowie Fraktionsführer seiner Partei im Parlament. 1957 wurde er zum ersten Ministerpräsidenten und damit Regierungschef Nigerias gewählt (der Präsident hatte in der I. Republik nur zeremonielle Funktionen inne), das er entsprechend in die Unabhängigkeit führte.

## Politisches Wirken und Ermordung
Trotz seiner Reformfreudigkeit und seines bescheidenen Auftretens stand seine Regierungszeit unter keinem guten Stern, insbesondere bei den sich addierenden innenpolitischen Krisen agierte er oft nicht eigenständig und wurde zunehmend als Instrument der nördlichen Elite des Landes angesehen. Als die inneren Unruhen immer stärker wurden und im Jahre 1966 der erste Militärputsch das Ende der I. Republik einläutete, wurde er vom Militär entführt und ermordet. Seine Leiche wurde sechs Tage nach der Entführung an einer Straße nahe Lagos aufgefunden.
Sein Bild ist heute auf den 5-Naira-Banknoten zu finden.

## Literarisches Werk
1934 schrieb Balewa den historischen Kurzroman Shaihu Umar, der in fiktiv autobiografischer Form das Leben eines frommen Muslims in einer von Sklavenhandel, Familienbeziehungen und islamischer Religion geprägten Umwelt erzählt. Das Werk entstand, nachdem der Leiter des britischen kolonialen Übersetzungsbüros, Rupert East, Studenten mit dem Schreiben literarischer Werke beauftragte, um die Sprache Hausa auch zu einer Literatursprache zu machen. Der Roman erschien 1955 in Buchform und wird bis heute in Nigeria gelesen. 1970 wurde eine Bearbeitung als Theaterstück uraufgeführt.